# Dominic Ignatius Ekandem

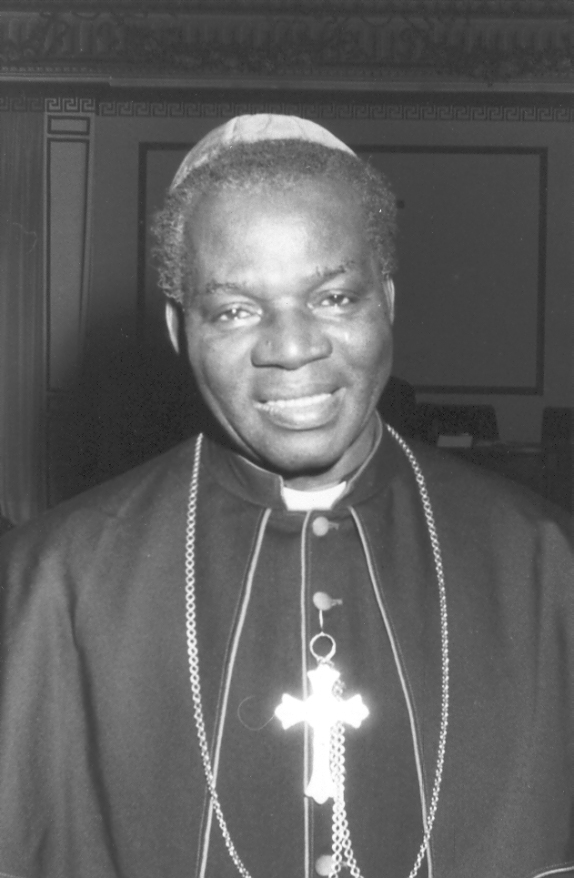
Dominic Ignatius Kardinal Ekandem (1981)

Kardinalswappen

Dominic Ignatius Kardinal Ekandem (* 23. Juni 1917 in Obio Ibiono, Nigeria; † 24. November 1995 in Abuja) war ein nigerianischer Geistlicher und Erzbischof von Abuja.

## Leben
Dominic Ignatius Ekandem empfing nach seiner Ausbildung in Onitsha, Enugu-Okpala und Calabar am 7. Dezember 1947 das Sakrament der Priesterweihe. Anschließend arbeitete er als Rektor des Knabenseminars von Calabar und als Gemeindepfarrer, ehe er am 7. August 1953 zum Titularbischof von Hierapolis in Isauria und Weihbischof in Calabar ernannt wurde. Die Bischofsweihe spendete ihm der Bischof von Calabar, James Moynagh SPS, am 7. Februar 1954; Mitkonsekratoren waren der Apostolische Vikar von Brazzaville, Paul Joseph Biéchy CSSp, und der Bischof von Buéa, Peter Rogan MHM.
In den Jahren 1962 bis 1965 nahm Ekandem am Zweiten Vatikanischen Konzil teil.
Papst Johannes XXIII. ernannte ihn am 1. März 1963 zum Bischof von Ikot Ekpene. Von 1970 bis 1974 war er daneben Apostolischer Administrator des Bistums Port Harcourt. Papst Paul VI. nahm Dominic Ignatius Ekandem am 24. Mai 1976 als Kardinalpriester mit der Titelkirche San Marcello in das Kardinalskollegium auf. Papst Johannes Paul II. ernannte ihn 1989 zum Bischof von Abuja und verlieh ihm den persönlichen Titel eines Erzbischofs. 1992 legte Dominic Ignatius Ekandem die Leitung des Bistums aus Altersgründen nieder.
Er starb am 24. November 1995 in Abuja und wurde in der dortigen Pro-Kathedrale beigesetzt.